# Богислав Марковић
Богислав Марковић (рођен је 2. септембра 1940. године у Спанцу код Куршумлије) био је српски књижевник.

## Живот
Рођен је 2. септембра 1940. године у Спанцу код Куршумлије. Осим под својим личним именом, објављивао је и под другим ауторским именима од којих је најпознатије Богислав Херцфелд. У раној младости био је чобанин, баштован, земљоделац(тежак), скитница и боем. Школовао се у Спанцу, Барбатовцу, Куршумлији, Приштини, Скопљу и Београду. Радио је у Комуналној банци Приштина, Београдској удруженој банци, Градском стамбеном фонду и Београдској заједници становања. Дугогодишњи је уредник у издавачкој кући Феникс. Проза му је превођена на енглески, италијански, пољски и македонски језик.

## Опус у периодици
Сарадник је многих листова и часописа, као што су: Савременик, Књижевност, Књижевне новине, Политика, Летопис Матице српске, Српски књижевни гласник, Кораци (Крагујевац), Књижевни магазин (Београд), Књижевна реч (Београд), Радио ТВ ревија (Београд), Београдске новине, Црвена звезда (Београд), Сигнал (Београд), 4. јул (Београд), Железничке новине (Београд), Народни живот (Београд), Политика експрес, Међај (Ужице), Октобар (Краљево), Траг (Врбас), Видици, Студент (Београд), Ток (Прокупље), Младост (Београд), Сусрет (Београд), Градина (Ниш), Народне новине (Ниш), Слава (Ниш), Кораци (Титоград), Побједа (Поргорица), Мостови (Пљевља), Никшићке новине, Нова Македонија (Скопље), Дневник (Нови Сад), Глас српски (Бања Лука), Стварање (Подгорица), Овдје (Подгорица), Реч народа (Пожаревац), Наша реч (Лесковац), Помак (Лесковац), Вести (Ужице), Јединство (Приштина), RELATION Serbian Literary Magazine (Београд), Улазница (Зрењанин), Липар (Крагујевац), итд.

## Вредновање Марковићевог стваралаштва
О Марковићевом књижевном стваралаштву писали су: Милорад Радов Блечић, Славко Лебедински, Мирољуб Тодоровић, Душан Стојковић, Милан Дачовић, Братислав Милановић, Настасја Остхоф, Слободан Стојадиновић, Александар Васић, Слободан Шкеровић, Зоран Хр. Радисављевић, Руди Херцфелд, Михаило Блечић, Божидар Милидраговић, др Живан Живковић, Мома Димић, Ненад Ступар, Радомир Мићуновић, Светозар Радоњић Рас, Данко Калуђерски, Зоран М. Мандић, Душан Мијајловић Адски, Војислав Бубања, мр Љиљана Лукић, др Љиљана Ћук, Небојша Ћосић и др.

## Награде
Домаће:
- Награда Стеван Сремац за новинску причу (1997);
- Милутин Ускоковић (1998);
- Награда Лаза К. Лазаревић (1999);

Међународне:
- Ћамил Сијарић (Црна Гора) (за 1999. и 2000);
- Lapis histraie / Fulvio Tomizza (Italija/Slovenija/Hrvatska) (2007).